# Xavier Jan
Xavier Jan (Dinan, 2 giugno 1970) è un ex ciclista su strada francese.

## Palmarès

### Strada
- 1994 (dilettantiì)

Classifica generale Ronde de l'Isard d'Ariège
Classifica generale Tour des Pyrénées
- 1995 (dilettantiì)

10ª tappa Mi-août en Bretagne (Plérin > Plérin)
- 2001 (BigMat-Auber 93, una vittoria)

Classifica generale Ster Elektrotoer
- 2002 (BigMat-Auber 93, una vittoria)

Grand Prix d'Ouverture La Marseillaise

## Piazzamenti

### Grandi Giri
- Tour de France

1998: 77º
2000: 76º
2001: non partito (14ª tappa)
- Vuelta a España

2002: ritirato (5ª tappa)

### Classiche monumento
- Milano-Sanremo

1999: 113º
2000: 135º
- Liegi-Bastogne-Liegi

1997: 109º
1999: 69º
2000: 36º
- Giro di Lombardia

1997: 43º
2000: ritirato

### Competizioni mondiali
- Campionati del mondo

Valkenburg 1998 - In linea Elite: ritirato